# Lega Balcanica
La Lega Balcanica fu un'alleanza stipulata nel 1912 tra i regni di Serbia, Montenegro, Grecia e Bulgaria, inizialmente diretta contro l'Austria-Ungheria ma poi si rivelò un patto che aveva il fine di scacciare l'Impero ottomano dalla penisola balcanica. La Lega scese in campo nelle due guerre balcaniche.

## Storia

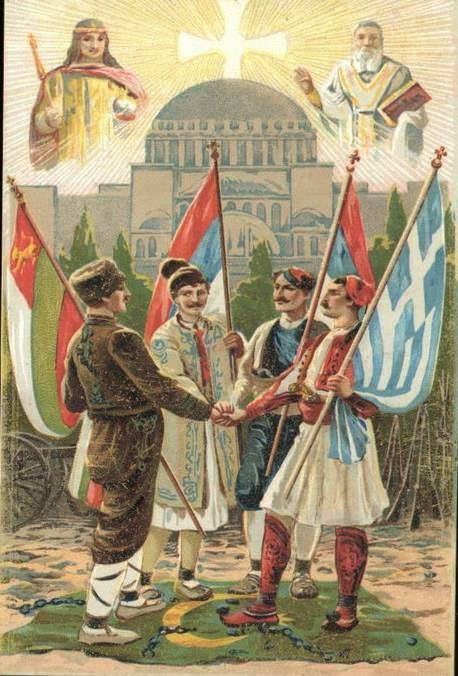
Manifesto che mostra e celebra i quattro stati membri della Lega Balcanica.

All'inizio del XX secolo, la regione europea dei Balcani erano in uno stato di agitazione, a causa della forte presenza dell'Impero ottomano, il quale, dopo il Congresso di Berlino del 1878, deteneva ancora la sovranità su alcune terre balcaniche. Un altro problema era rappresentato dalla politica estera dell'Austria-Ungheria, la quale aveva mire espansionistiche sui Balcani; ciò si può notare con l'annessione austriaca della Bosnia Erzegovina, nel 1908. Nel 1911 con la conquista italiana della Libia ottomana, i turchi si indebolirono ancora di più e di conseguenza gli stati balcanici pensarono di sfruttare il momento per scacciare l'impero dalla penisola balcanica. Il 13 marzo 1912 Serbia e Bulgaria , sotto l'influenza russa, firmarono un'alleanza, originariamente diretta contro l'Austria-Ungheria ma poi si rivelò un impegno per scacciare definitivamente la Turchia. Successivamente si aggiunsero anche il Montenegro e la Grecia, così da formare la Lega Balcanica . La Lega dichiarò guerra all'Impero ottomano nell'ottobre 1912 (a settembre scoppiarono delle rivolte in Albania, dominio ottomano), iniziando così la Prima guerra balcanica; il conflitto si rivelò vittorioso per gli stati balcanici, terminando nel maggio del 1913. Il trattato di Londra dettò le condizioni della pace: l'Albania ottenne la piena indipendenza, il sangiaccato di Novi Pazar viene diviso tra i regni di Serbia e Montenegro, la Bulgaria ottenne la regione della Tracia (i confini territoriali saranno compresi tra le località di Enos e del mar Egeo e Medea (oggi Kıyıköy) sul mar Nero), ed infine non venne data alcuna soluzione definitiva per la divisione della Macedonia tra le potenze vincitrici guerra. La questione macedone sfociò nella Seconda guerra balcanica (giugno - agosto 1913) che venne combattuta dalla Bulgaria contro la Lega balcanica, Turchia e Romania. L'accordo di pace definitivo fra le nazioni belligeranti fu il trattato di Bucarest firmato il 13 agosto dello stesso anno. Con quest'ultimo conflitto la lega cadde  . 

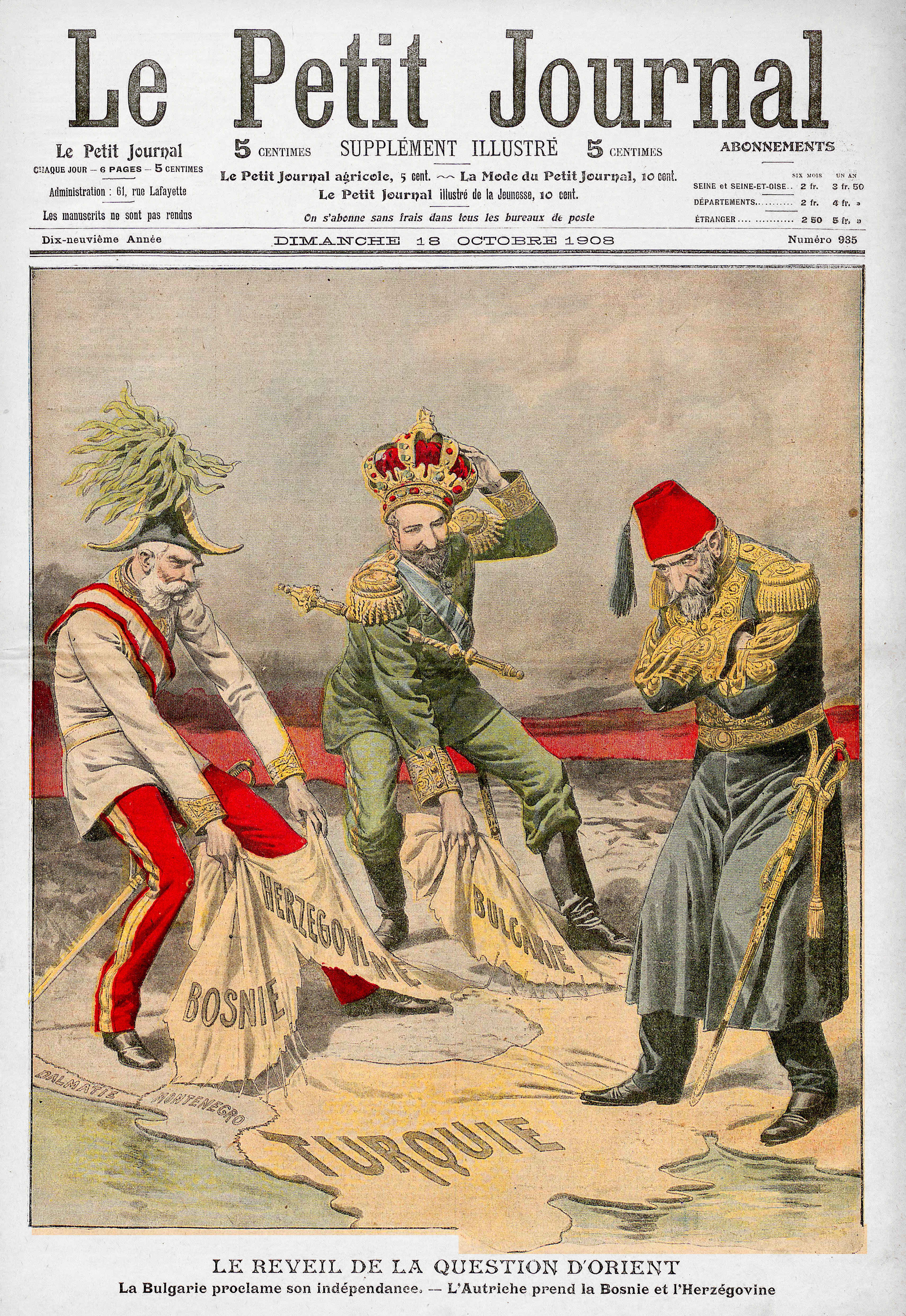
Manifesto che mostra la crisi bosniaca del 1908 e  l'indipendenza bulgara
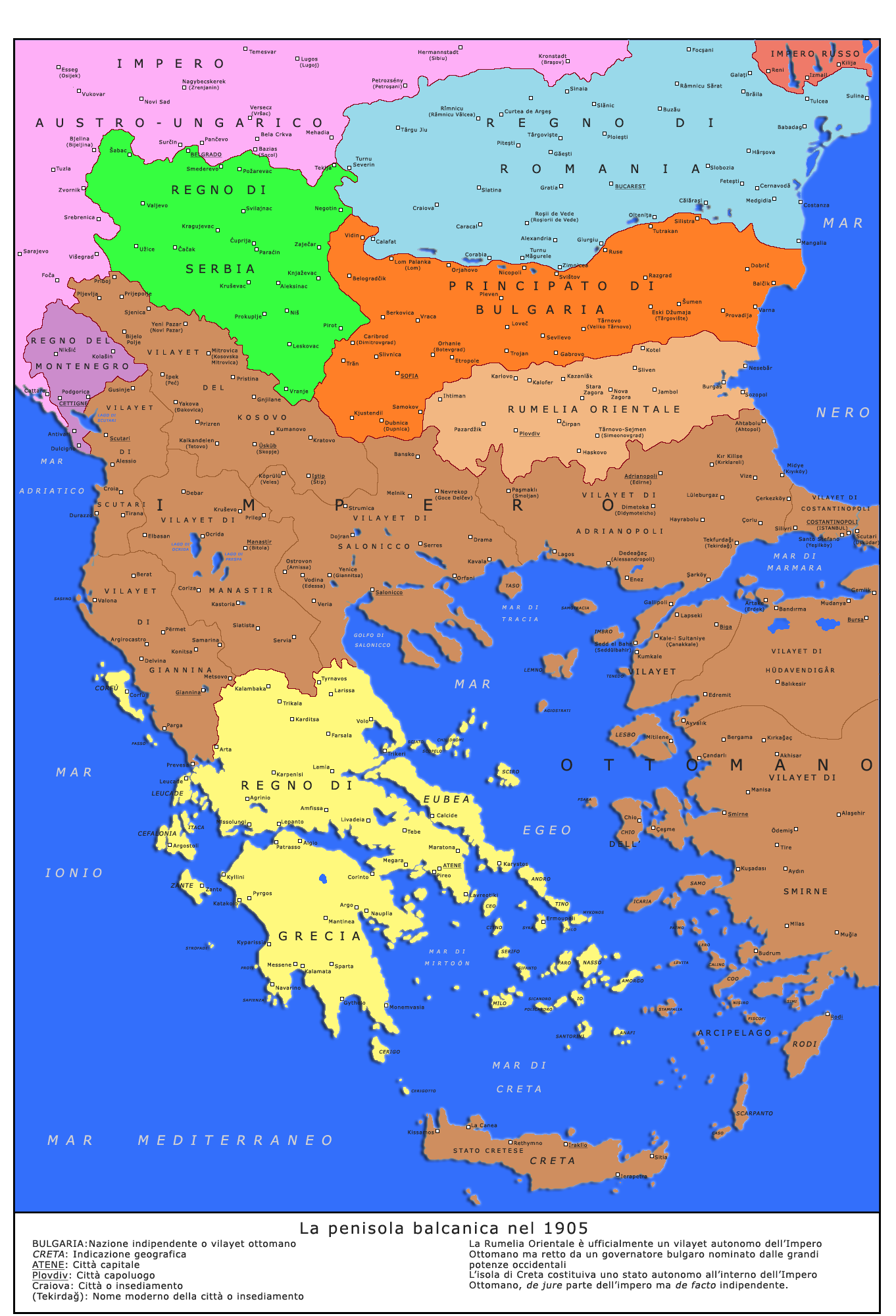
I Balcani al momento della firma della Lega
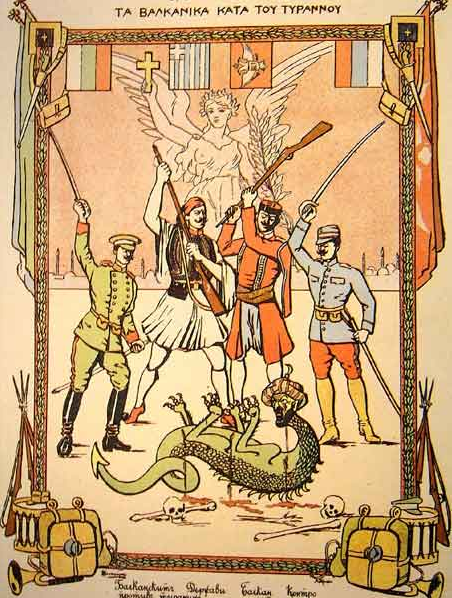
Manifesto della Lega durante le guerre